# Medalha Tiradentes
A Medalha Tiradentes é uma honraria concedida pela Assembleia Legislativa do Estado do Rio de Janeiro e destinada a premiar pessoas e entidades que prestaram relevantes serviços à causa pública do estado do Rio de Janeiro, Brasil. A medalha foi instituída pela Resolução Nº 359, de 8 de agosto de 1989, e sua entrega é realizada apenas uma vez por ano, sempre no dia 21 de abril, dia de Tiradentes, sendo a mais alta condecoração concedida no âmbito fluminense.
As características da medalha são: de formato circular, com dois círculos concêntricos, o anverso é identificado com a imagem do protomártir da independência do Brasil Joaquim José da Silva Xavier à frente do edifício do Palácio Tiradentes, sede da ALERJ, além da legenda "Assembléia Legislativa do Estado do Rio de Janeiro" na parte superior, e a inscrição "Palácio Tiradentes", na parte inferior. No reverso, vê-se as inscrições "Medalha Tiradentes" na parte superior, e "Resolução 359/89", com o contorno do mapa do Brasil e a inscrição latina libertas quae sera tamen em seu interior.
Em versões antigas, no anverso pode ser encontrada a inscrição "Assembléia Legislativa" na parte superior e na parte inferior a citada inscrição latina e, no reverso, as inscrições "Assembleia Legislativa" na parte superior, e "Homenagem" na parte inferior, com o brasão do estado do Rio de Janeiro e o contorno de seu mapa político, ao centro.
Ao homenageado é ofertada para uso como colar, para ser aposta sobre o peito, bem como em barreta e roseta, todas elas com fita em azul celeste (duas partes) e branco (uma parte), cores da bandeira estadual. Ao receber a medalha, o honrado também recebe um diploma para a certificação do evento.

## Condecorados
- Abebe Bikilla (BK') - Rapper carioca, 2024
- Achim Steiner, 2016[1]
- Adriano Magalhães da Nóbrega - Projeto de Resolução 1067/2005[2][3]
- Ailton Krenak, 2025[4]
- André Benigno Rios – Projeto de Resolução 628/2018[5]
- Aline Barros - Resolução  475/2007[6]
- Bangu Atlético Clube – “Pelo destemor e pioneirismo na luta para superar preconceitos discriminatórios contra atletas” – Resolução 788/2001
- Bene Barbosa - Resolução - 2015[7]
- Benito di Paula - Resolução - 1250/2010
- Bento XVI - Resolução - 946/2005
- Bertrand de Orleans e Bragança - 24 de maio 2018
- Botafogo de Futebol e Regatas - 2022[8]
- Cassiane – “Por sua dedicação à pregação da palavra de Deus e ao pronto atendimento às comunidades” – Resolução 503/2008[9]
- Celso Amorim - Resolução 899/2005
- Centro Excursionista Brasileiro – Resolução 106/2019
- Cláudia Uchôa Cavalcanti - Resolução 76/2015[10]
- Club de Regatas Vasco da Gama - 2018
- Cristovam Buarque - Resolução 153/2003
- Denise Pires de Carvalho - Resolução Nº131/2019[11]
- Domingo Alzugaray – “Tendo em vista os inestimáveis serviços que o homenageado vêm prestando ao país e ao Rio de Janeiro no setor das comunicações” – Resolução 9/1999[12]
- Edir Macedo
- Eliana Sousa Silva - Resolução 630/2021[13]
- Elymar Santos - 2009
- Fabio da Silva Bordignon - Atleta paralímpico, por representar o Brasil em três Jogos Paralímpicos de Verão (Londres 2012, Rio 2016 e Tóquio 2020)
- Fernando Barbosa Lima - Resolução 557/2008
- Gabriel Barbosa[14][15]
- Gedelti Victalino Gueiros - Resolução 1003/2005
- Gênesis Torres - Resolução 436/2017[16]
- Geraldo Alckmin - Resolução 46/2003
- Jaguarari Grams Gentil – “Pelos relevantes serviços prestados ao estado do Rio de Janeiro” – Resolução 1421/2006[17]
- Jair Messias Bolsonaro - ex-presidente da república[18]
- Jayme Specterow - Resolução 1190/1998[19]
- João Mendes de Jesus - Resolução 930/2001
- João Nunes dos Santos - Resolução 715/2012 de 13 de junho de 2012
- Jorge Jesus - Resolução Nº 238/2019[20]
- José Hermógenes de Andrade Filho - 2000
- José Maria Eymael - Resolução 311/2007
- José Messias da Cunha
- Kobi Lichtenstein
- Ladmir Carvalho - Resolução Nº 1629/2022[21]
- Luciano Pedro Mendes de Almeida (post mortem)- Resolução 1405/2006
- Lúcio Bolonha Funaro - Resolução 870/2004[22]
- Ludmilla - Resolução Nº 169/2023[23].
- Luis Erlanger - Resolução 282/2016[24]
- Manoel Jacintho Coelho - Resolução 433/2003[25]
- Marcio de Carvalho Leal - Resolução Nº 523/2018.
- Márcio Fortes de Almeida - Resolução 41/2007
- Marielle Franco – In memoriam – Resolução 542/2018[26]
- Mestre DeRose - Resolução 1445/2006 de 2 de maio de 2006[27]
- Michelle Bolsonaro, ex-primeira-dama do Brasil e ativista social - Resolução Nº 22/2019
- Milton Cunha - Resolução 920/2013
- Muniz Sodré - Resolução Nº 1001/2022[28].
- Olavo de Carvalho - Resolução 396/2011
- Olavo Egydio Monteiro de Carvalho - Resolução 329/2000
- Paulo Freire (post mortem) - Resolução 110/2007
- Paulo Henrique Sampaio Filho - Resolução Nº 458/2021.[29]
- Ramon de Faria Santos, Auditor Fiscal do trabalho, 2021[30]
- Rogério José Oliveira das Neves - Resolução Nº 392/2020[31]
- Sansão Campos Pereira - Resolução Nº 431/2000[32]
- Soledad Barrett Viedma - Resolução nº. 161, 30 de Junho de 2011.
- Dom Waldyr Calheiros Novaes - Resolução 206/1999
- Walter Souza Braga Netto – General de Exército, Comandante Militar do Leste e Interventor Federal na segurança pública do Rio de Janeiro - 2018
- Wanderley Abreu Junior - Resolução Nº 532/2021[33]